# Heterogramma ceusalis
Heterogramma ceusalis là một loài bướm đêm trong họ Noctuidae.